# Hans Buch (politiker)
 For alternative betydninger, se Hans Buch. (Se også artikler, som begynder med Hans Buch)
Hans Buch (født 1. april 1833 i Skanderup, død 9. april 1911) var en dansk gårdejer og politiker. Han var medlem af Folketinget fra 1872 til 1881.
Buch var søn af gårdejer Anders Thomsen Buch i Skanderup vest for Kolding. Han arbejdede på sin fars gårs og fik senere sin egen gård i Seest på samme egn. Buch var formand for Kolding Andelssvineslagteri i omkring 20 år. Han stiftede en skytteforening i Seest, oprettede en friskole og byggede et forsamlingshus ved sin gård. Han var også medstifter af Kolding Folkebank og med til at oprette Kolding Højskolehjem.
Buch stillede op i Vonsildkredsen ved folketingsvalget 1872, hvor han slog Højremanden S.P. Raben som havde været kredsens folketingsmedlem siden 1866. Han blev genvalgt flere gange indtil valget i maj 1881 hvor han ikke genopstillede. I Folketinget tilsluttede han sig gruppen Det forenede Venstre. Da Venstre blev splittet, fulgte han den moderate fløj og især Sofus Høgsbro.